# Maslowsche Bedürfnishierarchie

Die bekannte Pyramide ist eine Interpretation von Maslows Bedürfnishierarchie.

Die Maslowsche Bedürfnishierarchie, bekannt als Bedürfnispyramide, ist ein sozialpsychologisches Modell des US-amerikanischen Psychologen Abraham Maslow (1908–1970). Es beschreibt auf vereinfachende Art und Weise menschliche Bedürfnisse und Motivationen (in einer hierarchischen Struktur) und versucht, diese zu erklären. Allerdings gibt es keine empirischen Belege für dieses Modell und die Bedürfnishierarchie wird in Fachkreisen als unzutreffend abgelehnt. Seine Theorie könnte von den Blackfoot-Indigenen inspiriert gewesen sein. Er hatte kurz vor der Verfassung seines Werkes mehrere Wochen bei ihnen verbracht.

## Allgemeine Bedeutung
Maslow gilt als der wichtigste Gründervater der humanistischen Psychologie, in der eine Psychologie seelischer Gesundheit angestrebt und die menschliche Selbstverwirklichung im Rahmen eines ganzheitlichen Konzepts untersucht wird, wobei er sich gegen die Verabsolutierung quantifizierender Modelle und Methoden in der Psychologie wandte. Durch seine vereinfachende Darstellung einer Bedürfnishierarchie erlangte er weitreichende Bekanntheit.
Maslows Bedürfnishierarchie fand Eingang in andere Wissenschaften. Das Thema „menschliche Bedürfnisse“ kann fachübergreifend in den Sozialwissenschaften, in der Theologie oder in der Philosophie behandelt werden. Insbesondere wurde das Modell in den Wirtschaftswissenschaften populär bzw. an den Schnittstellen von Wirtschaft und Psychologie (siehe auch Wirtschaftspsychologie). Hier untersuchen u. a. die Verkaufspsychologie oder das Marketing das Kaufverhalten von Personen und Organisationen.

## Geschichte und theoretischer Hintergrund
Die erste Idee zu seinem Modell veröffentlichte Maslow 1943 unter dem Titel A Theory of Human Motivation im Psychological Review. Später entwickelte er sein Modell in seinen Büchern Motivation and Personality (1954) und Farther Reaches of Human Nature (posthum 1971) weiter, ergänzte und erweiterte es.

### Menschenbild und psychologische Schulen
Als erste dezidiert moderne psychologische Schulen entwickelten sich die Psychoanalyse (Ende des 19. Jahrhunderts; Sigmund Freud) und der Behaviorismus (Anfang des 20. Jahrhunderts; John B. Watson). Beide gingen von einem eher pessimistischen, negativen bzw. gestörten oder defizitären Menschenbild aus. Ähnliches gilt auch für die Ethologie (Vergleichende Verhaltenswissenschaft) jener Zeit. Der Mensch wurde animalistisch auf Triebe (Triebtheorie) und Reflexe (Konditionierung, Black-Box-Modell) reduziert.
Maslow lehnte diese Schulen, ihr Menschenbild und ihre Untersuchungsansätze ab. Vielmehr war er der Ansicht, dass Menschen als grundsätzlich gut angesehen werden können (vgl. zu dieser grundsätzlichen Fragestellung die Philosophische Anthropologie). Der Mensch sei in seiner Ganzheit nicht durch niedere Triebe gesteuert, sondern werde „durch ein angeborenes Wachstumspotential angetrieben“, um sein höchstes Ziel – die Selbstverwirklichung – zu erreichen (optimistische Sicht). Seine Arbeiten sowie die von Carl Rogers und Charlotte Bühler bildeten die Grundlage für eine neue Schule der humanistischen Psychologie („dritte Kraft“). Einen ähnlichen Ansatz findet man später in der Positiven  Psychotherapie von Nossrat Peseschkian und der positiven Psychologie (Ende des 20. Jahrhunderts).
Obwohl das Verhalten von Tieren oder das neurotischer Menschen demnach nicht als zentraler Ausgangspunkt zur Erklärung menschlichen Verhaltens verwendet werden sollte, erkannte Maslow die Erscheinungsformen extremen Verhaltens an und bezog sie in seine Überlegungen mit ein:

„Destruktivität, Sadismus, Grausamkeit sind nicht inhärent (also sie sind keine ureigenen menschlichen Bedürfnisse wie etwa bei Freud), sondern wesentliche Reaktionen auf Frustrationen unserer inhärenten Bedürfnisse.“

Schon in seiner ersten Arbeit von 1943 begann er mit dem Versuch, eine positive Theorie der Motivation zu entwerfen. Sie sollte allen Anforderungen einer Theorie gerecht werden und alle bis dahin bekannten Tatsachen (klinisch beobachtbare wie auch experimentelle) erklären können. Seine eigenen Erkenntnisse bezog er allerdings hauptsächlich aus der klinischen Erfahrung. Maslow selbst bezeichnet seine Theorie als holistisch-dynamisch, da in ihr Ansätze des amerikanischen Funktionalismus (James und Dewey), des Holismus (Wertheimer, Goldstein), der Gestaltpsychologie und der Psychoanalyse (Freud, Adler) zu einer Synthese zusammengefasst sind.

### Untersuchungsmethode
Entsprechend seinem Menschenbild studierte Maslow „nur ausgewählte Persönlichkeiten“ (z. B. Albert Einstein, Jane Addams, Eleanor Roosevelt oder Frederick Douglass) mit weithin bekannten und bezeugten, dazu stabilen Profilen. Er bezog also bewusst keine psychisch gestörten oder auch nur labile bzw. unreife Personen in seine Untersuchung mit ein.
Maslow wusste um die mangelnde empirische Überprüfung seiner Studien, beschrieb deren Erkenntnisse für ihn persönlich aber als so erleuchtend und bereichernd, dass er sie trotz der methodologischen Mängel veröffentlichte.

„Diese Art Forschung ist an sich derart schwierig […], dass wenn wir auf konventionelle, zuverlässige Daten warten müssten, wir für immer warten würden.“

In einer Zusammenarbeit mit E. Raskin und D. Freedman wurde eine über 2 Jahre angelegte Studie begonnen, die aber abgebrochen werden musste. Als Teilnehmer hatte man das gesündeste Prozent der Studentenpopulation gewählt.
Um den vagen Begriff der Selbstverwirklichung etwas zu präzisieren, stellte Maslow ein Kollektiv aus 60 Personen zusammen, von denen er meinte, diese hätten sie erreicht. Hierbei handelte es sich zum größten Teil um historische Persönlichkeiten und Personen der Zeitgeschichte. Da diese jedoch schwerlich zu Testzwecken herangezogen werden konnten, sondern lediglich Fremd- und Selbstzeugnisse vorlagen, mussten Gelegenheitsgespräche, Interviews und vereinzelt auch Tests benutzt werden. Eine einheitliche Auswertung war somit unter diesen methodologischen Voraussetzungen natürlich nicht zu leisten.

### Die „Bedürfnispyramide“ und alternative Darstellung

Dynamische Darstellung der Bedürfnishierarchie – Überlappungen sind dabei möglich und zu einem Zeitpunkt oft mehrere Bedürfnisse (aus verschiedenen Kategorien) aktiv.

Die Darstellung der Maslowschen Bedürfnishierarchie in Form einer starren Pyramide wird Maslow fälschlich zugeschrieben; sie war zwar in Maslows Todesjahr 1970 bekannt, ist jedoch eine Interpretation seiner Arbeit durch andere. Die Darstellung der Pyramide geht mit großer Wahrscheinlichkeit auf eine Veröffentlichung von Charles McDermid von 1960 zurück. Auch Werner Correll wird diese Darstellung zugeschrieben.

“So far, our theoretical discussion may have given the impression that these five sets of needs are somehow in a step-wise, all-or-none relationship to each other. We have spoken in such terms as the following: ‚If one need is satisfied, then another emerges.‘ This statement might give the false impression that a need must be satisfied 100 per cent before the next need emerges.”

„Bisher hat unsere theoretische Diskussion möglicherweise den Eindruck erweckt, dass diese fünf Sätze von Bedürfnissen irgendwie in einer sukzessiven Alle-oder-keine-Beziehung zueinander stehen. Wir haben es so formuliert: ‚Wenn ein Bedürfnis erfüllt ist, so entsteht ein anderes.‘ Diese Aussage könnte den falschen Eindruck schaffen, dass ein Bedürfnis zu 100 Prozent erfüllt sein muss, bevor das nächste entsteht.“

Die Pyramidendarstellung verleitet vor allem zu einer „allzu statischen Sicht“ auf Maslows dynamisches Modell. Das hat denn auch zu vielen Missverständnissen und unbegründeter Kritik geführt. Eklatantes Beispiel solch einer Fehlinterpretation ist etwa die Annahme, die Bedürfniskategorien seien streng diskret angeordnet und eine Bedürfniskategorie müsse erst zu 100 % befriedigt werden, bevor die nächste Kategorie von Bedürfnissen motivierend wirken könne. Häufig reicht jedoch schon ein Befriedigungsgrad von 70 % oder weniger aus, um das nächsthöhere Bedürfnis in den Vordergrund treten zu lassen. Der empfundene Sättigungsgrad variiert zudem stark mit den individuellen Erwartungen. Manche Lehrbücher benutzen daher dynamische Darstellungen in Anlehnung an Krech, Crutchfield & Ballachey (1962, S. 72/77).

## Beschreibung der Bedürfnishierarchie

### Prinzip
Die Bedürfnishierarchie ist ein Inhaltsmodell der Motivation (kein Prozessmodell); sie beschäftigt sich mit Inhalt, Art und Wirkung von Motiven. Ferner wird eine Taxonomie von Motiven geboten und bestimmt, die angibt, nach welchen Gesetzmäßigkeiten welche Motive verhaltensbestimmend werden.
Maslow stellte fest, dass manche Bedürfnisse Priorität vor anderen haben. Luft und Wasser brauchen wir zum Beispiel dringender als ein neues Auto. Den Versuch, eine konkrete (Rang-)Liste von Bedürfnissen aufzustellen, hält Maslow allerdings für nicht zielführend. Deshalb ordnete er Bedürfnisse zunächst nach fünf größeren Kategorien, beginnend mit den grundlegendsten physiologischen bis hin zu den kognitiv und emotional hoch entwickelten humanen Bedürfnissen (physiological needs, safety needs, love needs, esteem needs, needs for self-actualization).
Anschließend nimmt er eine weitere Unterteilung der ersten vier Kategorien in Defizitbedürfnisse (oder Mangelbedürfnisse) und der letzten in Wachstumsbedürfnisse (oder unstillbare Bedürfnisse) vor, mit der Begründung, die Nichtbefriedigung bestimmter Bedürfnisse – der Defizitbedürfnisse – könne physische oder psychische Störungen zur Folge haben (z. B. Sicherheit – Angst, sozialer Kontakt – emotionale Störungen). Wachstumsbedürfnisse hingegen könnten nie wirklich befriedigt werden, allerdings ebenso psychische Störungen oder Minderwertigkeitskomplexe auslösen.
Nur so lange ein Bedürfnis unbefriedigt ist, aktiviert und beeinflusst es das Handeln. Dabei wird das Handeln weniger von innen angetrieben (»pushed«) als von den Befriedigungsfolgen angezogen (»pulled«). Mit zunehmender Befriedigung eines Bedürfnisses nimmt also dessen motivierende Kraft ab (wenn man nicht mehr durstig ist, versucht man beispielsweise nicht mehr zu trinken).
Die Idee der Bedürfnishierarchie als solche war schon vor Maslow bekannt, z. B. im Werk von Lujo Brentano, der sechs Ebenen der Bedürfnisbefriedigung unterschied.

### Die „klassischen“ fünf Ebenen

#### 1. Physiologische Bedürfnisse
Hierzu zählt Maslow (1943) alle Grundbedürfnisse, die zum Erhalt des menschlichen Lebens erforderlich sind wie Atmung, Wasser, Nahrung, Schlaf, Fortpflanzung und physiologische Homöostase. Dabei unterscheidet er hier eine Gruppe von Elementarbedürfnissen (Mineralien, Hormone, Vitamine usw.), die der Körper selbst reguliert.

#### 2. Sicherheitsbedürfnisse
Sind die physiologischen Bedürfnisse relativ gut befriedigt, taucht eine neue Reihe von Bedürfnissen auf: Sicherheitsbedürfnisse (wie körperliche und seelische Sicherheit, materielle Grundsicherung, Arbeit, Wohnung, Familie, Gesundheit).
Maslow beschreibt, dass es bezüglich der Untersuchung von Sicherheitsbedürfnissen besser ist, Kinder zu untersuchen. Ihre Reaktionen auf grobe Behandlung (plötzliches Fallenlassen) oder ungewöhnliche sensorische Stimulation (blinkende Lichter, plötzlicher Lärm) ist unverfälscht – im Gegensatz zu Erwachsenen, die durch Sozialisation oft gelernt haben, Angst oder Mangel an Sicherheit äußerlich nicht zu zeigen.
In der Gesellschaft seiner Zeit sah Maslow die Sicherheitsbedürfnisse als weitgehend erfüllt an. Eine weitere Untersuchung und direkte Beobachtung dieser Bedürfniskategorie hielt er daher nur bei neurotischen Personen oder wirtschaftlichen und sozialen Außenseitern für sinnvoll oder gar möglich.
Im weiteren Sinn sei die Suche nach Sicherheit und Stabilität aber auch in der menschlichen Bevorzugung des Bekannten gegenüber dem Unbekannten präsent. Darüber hinaus bedinge das Sicherheitsstreben zumindest anteilig die Entstehung von Religionen und naturwissenschaftlichen Weltbildern: Der Mensch strebe auch in dem Sinne nach Sicherheit, dass er jedes Phänomen erklären und Zusammenhänge aufdecken wolle. Nur in einem Nebensatz erwähnt Maslow, dass Menschen, bei denen die Sicherheitsbedürfnisse aktuell motivierende Kraft haben, oft spezifisch dadurch charakterisiert sind, dass für sie die Suche nach einem Beschützer, einer stärkeren Person, von der man abhängt, von großer Bedeutung ist.
Personen, die an Zwangsstörungen (Reinlichkeitszwang, Zählzwang, Ordnungszwang usw.) leiden, sieht er als prototypische Vertreter der Kategorie der Sicherheitsbedürfnisse. Sie versuchen verzweifelt, durch Rituale und Regeln die Welt derart zu ordnen und zu stabilisieren, dass alles Unbekannte, Unerwartete und nicht Handhabbare verschwindet.

#### 3. Soziale Bedürfnisse
Sind die ersten beiden Kategorien weitgehend befriedigt, erlebt der Mensch einen starken Drang nach sozialen Beziehungen (Anschlussmotiv). Dazu gezählt werden u. a. Familie, Freundschaft, Gruppenzugehörigkeit bzw. Zugehörigkeitsgefühl, Kommunikation, sozialer Austausch, Gemeinschaft, gegenseitige Unterstützung, Beziehung, Zuneigung, Liebe und sexuelle Intimität. Die Abwesenheit von Freunden, eines geliebten Menschen, des Lebenspartners oder der Kinder wird ein starker Motivator sein, diese Lücke zu überwinden oder eine nicht frustrierende Situation wiederherzustellen. Gleichzeitig wird er versuchen, eine bestimmte soziale Rolle zu erfüllen oder sich einen Platz in einer sozialen Gruppe zu sichern.
Maslow benutzt hier das Wort „Liebe“ und betont den Unterschied (nicht synonym) zum Wort „Sex“. Geschlechtsverkehr könne auch als rein physiologisches Bedürfnis untersucht werden. Gewöhnliches Sexualverhalten (nicht von der Norm abweichendes) ist nach seiner Ansicht aber mehrdimensional, d. h., dass es zusätzlich nicht erotisch definierte Komponenten wie Zuneigung und Geborgenheit enthält. Außerdem dürfe nicht vergessen werden, dass das Zuwendungsbedürfnis sowohl das Empfangen als auch das Geben von Liebe beinhaltet.

#### 4. Individualbedürfnisse
Zu den Individualbedürfnissen rechnet Maslow u. a.: Vertrauen, Wertschätzung, Selbstbestätigung, Erfolg, Freiheit und Unabhängigkeit. Maslow versucht hier noch einmal, zwei Unterkategorien zu unterscheiden:
- den Wunsch nach (mentaler/körperlicher) Stärke, Erfolg, Unabhängigkeit und Freiheit,
- den Wunsch nach Ansehen, Prestige, Wertschätzung, Achtung und Wichtigkeit, also eine passive Komponente unserer Selbstachtung, die nur von anderen Menschen für uns erfüllt werden kann.[Maslow 1943 7]

#### 5. Selbstverwirklichung
Wenn bis auf diese Stufe alle Bedürfnisse befriedigt sind, wird nach Maslow eine neue Unruhe und Unzufriedenheit im Menschen erwachen: Er will seine Talente, Potenziale und Kreativität entfalten, sich in seiner Persönlichkeit und seinen Fähigkeiten weiterentwickeln und sein Leben gestalten und ihm einen Sinn geben.
Den Begriff Selbstverwirklichung, den Maslow Kurt Goldstein zuschreibt, versucht er als ein spezifisches und begrenztes Konzept zu definieren. Es geht dabei um den Wunsch bzw. die Tendenz, das eigene Potential auszuschöpfen, also das zu werden, was einem anlagebedingt überhaupt möglich ist (Entelechie). In welcher Form sich dieses Bedürfnis letztlich ausdrückt, ist somit im höchsten Maße vom Individuum selbst abhängig (eine gute Mutter sein, ein Athlet, ein Erfinder usw.).
Maslow sah die weitgehende Befriedigung der ersten vier Bedürfniskategorien in der Gesellschaft seiner Zeit eher als Ausnahme an und betrachtete den Untersuchungsgegenstand „Selbstverwirklichung“ als Herausforderung für die Forschung. Er schätzte einmal den Anteil der Weltbevölkerung, die diese Stufe erreichen, auf etwa 2 %.

### Erweiterung 1970

Die bis zur Transzendenz erweiterte Bedürfnishierarchie (1970)

Maslow hat sein Modell 1970, also kurz vor seinem Tod, erweitert (posthum veröffentlicht in: Farther Reaches of Human Nature, New York 1971):
Die oberste Stufe der neuen Pyramide ist die „Transzendenz“, also eine das individuelle Selbst überschreitende Dimension oder etwas, das außerhalb des beobachtbaren Systems liegt. Diese Erweiterung reflektiert Maslows Weg von der humanistischen zur transpersonalen Psychologie. Obwohl häufig das Datum 1970 angegeben ist, wird die Pyramide in der Literatur meist noch in der älteren Fassung, also mit der Selbstverwirklichung und nicht mit der Transzendenz an der Spitze, dargestellt.
Ferner erweitert er die Pyramide um die zwei Ebenen der ästhetischen und der kognitiven Bedürfnisse, die er über den Individualbedürfnissen einordnet.
Dies führt zu folgender achtstufigen Pyramide
- 8. Transzendenz
- 7. Selbstverwirklichung
- 6. Ästhetische Bedürfnisse
- 5. Kognitive Bedürfnisse
- 4. Individualbedürfnisse
- 3. Soziale Bedürfnisse (Anschlussmotiv)
- 2. Sicherheitsbedürfnisse
- 1. Physiologische Bedürfnisse

## Rezeption und Kritik
Die Bedürfnishierarchie ist die bekannteste Klassifikation von Bedürfnissen und ein vielbeachtetes Motivationsmodell. Trotz – oder gerade wegen – der stark reduktionistischen Sichtweise kann Maslows Schema einen in die Lage versetzen, eine gewisse Ordnung in verschiedene Aspekte des motivationalen Erlebens zu bringen. Das Modell wird im Kanon der Motivationstheorien meist als einführendes Beispiel gewählt.

### Allgemeine Kritik
- Theoretische Fundierung sowie empirische Evidenz für die Klassifikation der Bedürfnisse und die Hypothese der hierarchischen Motivaktivierung sind im Gegensatz zu ihrem Bekanntheitsgrad unzureichend.
- Einmal gestillte Defizitbedürfnisse bleiben nicht auf Dauer gestillt. Die Pyramide stellt nichts dar, was dauerhaft zu befriedigen wäre, sondern vielmehr eine Infrastruktur oder Logistik zur Bedürfnisbefriedigung, die stets Arbeit erfordert. Es wird damit nicht berücksichtigt, dass durch Moral und Ethik längerfristig befriedigende Entscheidungsmöglichkeiten existieren. Reines Aneignen von materiellen Gütern lässt sich soweit als erstrebenswertes/befriedigendes Grundbedürfnis bezeichnen, als dann die körperlichen und räumlichen Umstände als optimales Fundament fungieren, nicht als Teil der Selbstverwirklichung oder Individualität.
- Eine weitere Quelle von Missverständnissen ist, dass Maslows Bedürfnispyramide nicht das reale Verhalten von Bedürftigen darstellt, sondern eine Empfehlung für diejenigen, die sich um sie kümmern. Höhere Bedürfnisse können durchaus auch ohne ständige Befriedigung der Defizitbedürfnisse angestrebt werden. Aber die Zuständigen für die Versorgung einer Stadt oder einer Truppe können Kreativität nicht stärker gewichten als Sicherheit oder Religion nicht stärker als Brot, auch wenn die von solchen Zuwendungen Betroffenen selbst so handeln würden.
- Als Kritikpunkt lässt sich weiter ansehen, dass Maslows Bedürfnispyramide ein westlich-industriell sozialisiertes Statusdenken und einen Individualismus voraussetzt, die in anderen Kulturkreisen nicht selbstverständlich sind. Die Bedürfnispyramide zeigt eine Hierarchie, die ohne diese kulturspezifischen Voraussetzungen nicht existiert. In Gesellschaften, für die die unteren Bedürfnisse besonders wichtig sind, streben die Menschen keineswegs danach, primär ihre körperlichen Grundbedürfnisse zu stillen, bevor sie nach Sicherheit und sozialen Beziehungen streben. Vielmehr sind die sozialen Beziehungen in Form des Aufgenommenwerdens und Verbleibens in einer Gruppe, Familie oder Stammesgemeinschaft die Voraussetzungen für Sicherheit und die Befriedigung der körperlichen Grundbedürfnisse. Dementsprechend steht auch das Wohl der Gruppe über dem eigenen. Man ist bereit, für die Gruppe zu sterben, denn ohne sie ist man ohnehin nicht lebensfähig. Die drei unteren Bedürfnisebenen dürfen demnach nicht als hierarchisch gegliedert angesehen werden, sondern bilden eher gemeinsam eine Vorstufe der materiellen Statussicherung für den darauf folgenden Bereich der sozialen Anerkennung.

Dem lässt sich entgegenhalten: Maslow unterscheidet sehr klar zwischen Bedürfnis einerseits und dem gezeigten Verhalten andererseits, das nicht allein durch Bedürfnisse, sondern auch durch Rahmenbedingungen wie die jeweilige Kultur oder die individuelle Lerngeschichte bestimmt wird (Motivation und Persönlichkeit, 1968). Das Bedürfnis nach sozialen Beziehungen um ihrer selbst willen ist für ihn nicht identisch mit der Pflege der sozialen Beziehungen, um ein anderes Bedürfnis (wie das nach Essen oder Sicherheit) zu befriedigen. Im zweiten Fall ist das Verhalten instrumentell (also nur ein Mittel zum Zweck), ohne zwangsläufig durch das Bedürfnis nach Gemeinschaft motiviert zu sein. Oder aber das Verhalten ist multipel motiviert: es liegen einem Verhalten mehrere Bedürfnisse gleichzeitig zugrunde.

### Spezielle Kritik
- Optimismuskritik: Zwar beschäftigte sich Maslow mit wichtigen Elementen des Erlebens, die von den traditionellen Ansätzen vernachlässigt worden waren (Liebe, Freude, Glück, Ekstase usw.). Genau dies wird von anderen Autoren aber kritisch gesehen, denn sie werfen ihm nun vor, seine Betrachtungsweise sei im Grunde genauso einseitig wie etwa die der Psychoanalyse, nur komme sie eben aus der entgegengesetzten Richtung. Eine insgesamt optimistische Sichtweise auf den Menschen könne überdies nicht aufrechterhalten werden, denn Menschen brächten auch Bedürfnisse nach Macht, Dominanz und Aggression zum Ausdruck.[21] Diesbezüglich kann Maslows Menschenbild beachtet werden: Er sieht solche Bedürfnisse nicht als dem Menschen inhärent, sondern als dessen Folgereaktion auf die frustrierende Nichterfüllung anderer, tatsächlich inhärenter Bedürfnisse.
- Kulturabhängigkeit: Selbstverwirklichung, wie Maslow sie beschreibt, sei nur in westlichen (individualistischen) Kulturen zu finden. Hingegen seien die meisten Kulturen Asiens, Afrikas und Südamerikas überwiegend kollektivistisch orientiert und stellten individuelle Bedürfnisse hinter die Bedürfnisse der Gruppe zurück, die dort als Träger der wahren Selbstverwirklichung angesehen werde.[13]
- Universalität ist auch innerhalb einer Kultur nicht gegeben: Die Hierarchie sei zum Teil willkürlich festgelegt und die Rangfolge der Bedürfnisse nicht universell.[22] Maslows These vom Vorrang von Bedürfnissen, die das biologische Überleben sichern, sei unbewiesen. Menschen haben sich schon zu Tode gehungert oder auf andere Art ihr Leben geopfert, um ihren politischen Standpunkt besonders intensiv zum Ausdruck zu bringen (Hungerstreik, Selbstverbrennung usw.). Die Motivation zum Terrorismus oder das Märtyrertum lassen sich auf diese Weise nicht erklären. Auch das Scheitern der Invasion in der Schweinebucht sei z. T. auf eine entsprechende Fehlannahme zurückzuführen. US-Politiker hatten, so der Psychologe David McClelland, 1961 geglaubt, dass den an Lebensmittelknappheit leidenden Kubanern eine Verbesserung ihrer materiellen Lage wichtiger sei als idealistische, soziale Werte und sie waren deshalb fälschlicherweise davon ausgegangen, dass diese sich einem Aufstand gegen die Castro-Regierung anschließen würden. Dieses und andere historische Beispiele zeigten, dass Menschen ihre Prinzipien, ihr Glaube oft wichtiger sind als materielle Bedürfnisse.[23]

### Neuere Bewertung
- Die mehrdimensionalen Motivationsmodelle gehen auf die unterschiedlichen Zusammenhänge differenzierter ein, so dass man bei dem Modell von Maslow heute eher von einer allgemeinen Verständnistheorie spricht und für die praktische Arbeit mit psychisch kranken Menschen oder in der Personalentwicklung, aber auch bei familiären Systemen auf komplexere Modelle zurückgreift.
- In der experimentellen Psychologie (zum Beispiel PSI-Theorie (Dörner)) werden zum Teil Ergebnisse produziert, die der Bedürfnishierarchie sehr nahekommen, obwohl das System nur wenige „Bedürfnisse“ kennt (beispielsweise Wasser/Nahrung und Neugierde/Langeweile). Die Frage ist aber, ob die Ergebnisse wirklich unabhängig von der Maslowschen Theorie entstehen oder nicht doch implizit sind.
- Hier ist auch zu bemerken, dass viele der „höheren Stufen“ in der Hierarchie „einfach mehr Zeit (beispielsweise zum Nachdenken) beanspruchen“ als die niederen. Die Hierarchie gibt dann lediglich an, wie viel Zeit dem Durchschnitt der Bevölkerung für die einzelnen Stufen zur Verfügung steht.
- Maslows Konzept der Selbstverwirklichung konnte 1993 aus Jean Piagets Theorie der kognitiven Entwicklung deduktiv hergeleitet werden.[24]

## Anwendungsfelder

### Wirtschaftswissenschaften
Das Modell findet in vielen Disziplinen der Wirtschaftswissenschaften Anwendung. Die möglichst genaue Kenntnis der Bedürfnisse, der Möglichkeiten zu ihrer Befriedigung und der ihnen zugrunde liegenden Motivation ist elementar. Das gilt sowohl unternehmensextern (Stakeholderansatz, z. B. Kunden) als auch unternehmensintern (Mitarbeiter). Besonders betroffen sind dabei somit zwei praktische Bereiche:
- Arbeitswelt: Von Chris Argyris (1957) wurde Maslows Ansatz erstmals auf die Arbeitswelt übertragen.[26] Es sollten Anhaltspunkte gefunden werden, um das Arbeitsverhalten und die Arbeitsleistung beeinflussen zu können. Auf die Praxis der Arbeitsgestaltung hat es wesentlich Einfluss genommen.[27] Beispiele für die Übertragung auf das betriebliche Umfeld können in allen Stufen der Bedürfnispyramide gefunden werden.[28]
- Management- und Entscheidungslehre: „Für eine zielorientierte Verhaltenssteuerung der Mitarbeiter ist die Erkenntnis über individuelle Zielvorstellungen von zentraler Bedeutung.“[29] Für die interne Mitarbeiterführung ist es wichtig zu wissen, auf welchen Bedürfnisstufen Menschen jeweils agieren. Wenn in einer Marketingabteilung etwa neue Ideen generiert werden sollen, ist das dann relativ schwierig, wenn zum Beispiel ein Großteil der Mitarbeiter gerade um seine Jobs fürchtet. Kreative Lösungen entstehen nämlich vor allem in entspanntem, also durch äußere Faktoren unbelastetem Zustand (Easterbrook-Hypothese). „Auch werden wir uns nicht intensiver mit dem Einfluss höherer Ziele beschäftigen. Denn befindet sich ein Mensch auf diesen Ebenen, so liegt eine Entscheidungsunterstützung eher in einer Diskussion und Analyse von Werten und Weltbildern als in einem rationalen und systematischen Prozess der Entscheidungsanalyse, wie er speziell für ökonomische Situationen von Bedeutung ist.“[30] Dabei wird auch deutlich, dass im Unternehmen meist weniger Wert darauf gelegt wird, dass sich die Menschen mit ihren individuellen Fähigkeiten voll entfalten; vielmehr soll jeder vor allem als Teil des Ganzen funktionieren. Teilweise wird inzwischen aber auch versucht, Mitarbeitern höhere Bedürfnisebenen zugänglich zu machen, indem sie verstärkt Anerkennung und Wertschätzung erfahren (Commitment erzeugen).

## Weiterentwicklung
Die ERG-Theorie (Existence, Relatedness, Growth – Existenz, Verbundenheit, Wachstum) ist eine Weiterentwicklung der Bedürfnishierarchie. Sie wurde 1969 von Clayton Alderfer in einem Artikel des Psychological Review unter dem Titel An Empirical Test of a New Theory of Human Need veröffentlicht.
Im Gegensatz zur Idee von Maslow, dass Zugang zu den höheren Ebenen seiner Pyramide Zufriedenstellung der Bedürfnisse auf den unteren Ebenen erfordert, sind die ERG-Bereiche von Alderfer simultane Bedürfnisse.
Bei dauerhafter Nichtbefriedigung eines höherrangigen Bedürfnisses entsteht Frustration; man fällt dadurch auf niedere Motivklassen zurück und verfestigt diese (Frustrations-Regressions-Prinzip). Damit versucht Alderfer das Modell flexibler zu gestalten und der großen Bandbreite beobachtbaren Verhaltens anzupassen. Als Beispiel galt dabei etwa der „hungernde Künstler“, der seine grundlegenden Existenzbedürfnisse seinen kreativen Wachstumsbedürfnissen unterordnet.